# أليكسي سميرنوف
أليكسي سميرنوف (بالروسية: Смирнов, Алексей Григорьевич)‏ هو لاعب تنس الطاولة روسي، ولد في 9 أكتوبر 1977 في تولياتي في روسيا.

## وصلات خارجية
- أليكسي سميرنوف على موقع منظمة تنس الطاولة العالمي (الإنجليزية)
- أليكسي سميرنوف على موقع اللجنة الأولمبية الدولية (الإنجليزية)
- أليكسي سميرنوف على موقع أوليمبيديا (الإنجليزية)